# Glenda Jackson
Pour les articles homonymes, voir Jackson.
Glenda Jackson est une actrice et femme politique britannique, née le 9 mai 1936 à Birkenhead (Cheshire) et morte le 15 juin 2023 à Londres.
Deux fois lauréate de l'Oscar de la meilleure actrice, elle est faite commandeur de l'ordre de l'Empire britannique en 1978.
Elle interrompt sa carrière artistique à l'âge de 56 ans pour se lancer en politique : elle est ainsi députée à la Chambre des communes pendant vingt-trois ans, de 1992 à 2015. Elle reprend ensuite sa carrière de comédienne de théâtre. 

## Biographie

### Jeunesse et études
Glenda May Jackson naît le 9 mai 1936 à Birkenhead dans le Wirral, comté du Cheshire, au sein d'une famille ouvrière : son père est maçon, sa mère femme de ménage. Elle se destine d'abord à un emploi de préparatrice en pharmacie et commence à travailler dans ce secteur.

### Actrice
À 16 ans, Glenda Jackson quitte l'école et rejoint une troupe de comédiens amateurs. Deux ans plus tard, elle intègre la Royal Academy of Dramatic Art. Après l'obtention de son diplôme d'art dramatique, elle commence à travailler dans le théâtre de répertoire comme actrice et aussi comme régisseur. Elle fait ses débuts sur scène en 1957 dans Tables séparées (Separate Tables) de Terence Rattigan mais est véritablement découverte par Peter Brook, qui la met en scène dans son cycle de spectacles liés au théâtre de la cruauté. En 1964, elle triomphe dans le rôle de Charlotte Corday grâce à la pièce de Peter Weiss, Marat-Sade. Elle fait ses premiers pas au cinéma dans Le Prix d'un homme (This Sporting Life) de Lindsay Anderson et retrouve Brook sur deux réalisations : Marat-Sade où elle reprend le rôle de Charlotte Corday et Tell Me Lies.
Devenue une actrice de théâtre très réputée outre-Manche, elle accède à la célébrité internationale grâce à deux rôles dans des films de Ken Russell : celui de Gudrun Brangwen, l'artiste-sculptrice émancipée, se partageant entre Oliver Reed et Alan Bates, dans Love (Women in Love, adapté du roman de D. H. Lawrence) qui lui vaut son premier Oscar en 1971, et celui d'Antonina Milioukova, l'épouse nymphomane du compositeur homosexuel Piotr Ilitch Tchaïkovski, joué par Richard Chamberlain dans La Symphonie pathétique (The Music Lovers, 1971). Elle travaille ensuite avec John Schlesinger sur Un dimanche comme les autres (Sunday Bloody Sunday) où elle partage son amant, interprété par Murray Head, avec Peter Finch. Elle est aussi dirigée par Joseph Losey dans Une Anglaise romantique (The Romantic Englishwoman) où, mariée avec Michael Caine, elle s'offre un gigolo interprété par Helmut Berger. Elle collabore par ailleurs avec Robert Altman à deux reprises : dans Health, elle a notamment pour partenaire Lauren Bacall et donne ensuite la réplique, dans Beyond Therapy, à Jeff Goldblum et Julie Hagerty. Glenda Jackson s'est par ailleurs confrontée à Vanessa Redgrave dans Marie Stuart, reine d'Écosse (Mary, Queen of Scots), sortant victorieuse de l'affrontement, aussi marquante dans le rôle de la reine vierge que Bette Davis en son temps. Elle a aussi fait face à Susannah York dans l'adaptation filmée par Christopher Miles (frère de l'actrice Sarah Miles) de la pièce de Jean Genet Les Bonnes.
Au début des années 1970, Glenda Jackson apparaît dans quelques sketches de l'émission de Morecambe and Wise pour la BBC, montrant ainsi son envie de s'illustrer dans le registre comique. Au cinéma, elle confirme son passage à la comédie avec Une maîtresse dans les bras, une femme sur le dos (A Touch of class, 1973) de Melvin Frank, film pour lequel elle remporte un deuxième Oscar.
Elle est également connue pour avoir interprété Hedda Gabler et Sarah Bernhardt, mais aussi Helena Sakharov (face à Jason Robards) et l'actrice Patricia Neal, avec Dirk Bogarde dans le rôle de Roald Dahl.
Au cinéma, Glenda Jackson donne l'image d'une femme intelligente, libertaire et aristocratique, souvent ironique et pince-sans-rire, associant caractère affirmé, froideur et érotisme troublant.
Elle prend sa retraite en tant qu'actrice en 1992 afin de se consacrer à sa carrière politique.
En février 2021, il est annoncé que Glenda Jackson rejoindrait Michael Caine pour le tournage de The Great Escaper (en), un film racontant l'histoire véridique de Bernard Jordan s'échappant de son hospice pour aller célébrer le 70e anniversaire du débarquement de Normandie. Caine doit y tenir le rôle de Jordan et Jackson celui de sa femme. Caine et Jackson ont déjà été à l'affiche du même film : Une Anglaise romantique en 1975. Jackson finit de tourner The Great Escaper en septembre 2022 ; il s'est agi de son dernier film,,, dont la sortie est prévue le 6 octobre 2023.
Par ailleurs en juillet 2022, le British Film Institute a consacré un mois à une rétrospective de la carrière de Jackson au cinéma et à la télévision, au BFI Southbank (en) de Londres. En plus de la projection de ses films, le programme a montré le documentaire Glenda Jackson in Conversation, dans lequel elle est interrogée sur sa carrière théâtrale par le journaliste John Wilson (en),,.

### Femme politique
Entre 1992 et 2015, Glenda Jackson siège à la Chambre des communes pour le Parti travailliste comme députée de Hampstead and Highgate, située dans le district londonien de Camden. Elle a très souvent accordé un indéfectible soutien à Ken Livingstone. La presse a beaucoup spéculé sur son nom pour remplacer Tony Blair lorsque celui-ci a annoncé son désir de partir en 2006. Lors des élections législatives de 2010, elle est élue de justesse dans sa circonscription redécoupée de Hampstead and Kilburn avec seulement 42 voix d'avance (32,8 % contre 32,7 % à son plus proche concurrent).
En 2011, elle annonce qu'elle ne se représente pas aux élections législatives suivantes, souhaitant à presque 80 ans laisser la place à une nouvelle génération. Tulip Siddiq, également du Parti travailliste, est élue en 2015 et 2017 dans la circonscription qu'elle laisse.
En 2013, elle se fait remarquer lors des hommages parlementaires rendus à Margaret Thatcher à la suite de son décès en refusant d'être élogieuse et en dressant la liste des dégâts matériels et moraux du thatchérisme qu'elle a pu constater dans sa circonscription, comme les hôpitaux sans argent et sans médicaments, les écoles sans moyens et sans livres pour faire cours, et des milliers de sans-abris supplémentaires à la suite des fermetures d'hôpitaux psychiatriques. Elle a aussi ajouté que selon elle, pendant le mandat de Margaret Thatcher, tout ce qui était traditionnellement considéré comme un vice, comme la cupidité, l'égoïsme, le dédain pour les plus fragiles, la rapacité, était vu comme des vertus.

### Retour au théâtre
Après la fin de son mandat à la Chambre des communes en 2015, Glenda Jackson reprend sa carrière artistique. Elle joue de nouveau des rôles principaux dans plusieurs pièces de théâtre, comme Le Roi Lear de Shakespeare, mis en scène par Deborah Warner, ou Three Tall Women d'Edward Albee.
Lors de la cérémonie des Tony Awards de 2018, elle remporte un prix en tant que meilleure actrice dans une pièce de théâtre pour son rôle dans Three Tall Women.

### Mort
Glenda Jackson meurt le 15 juin 2023 dans le quartier de Blackheath à Londres,.

### Vie privée
Glenda Jackson épouse en 1958, à 22 ans, Roy Hodges. Le couple a un fils, Daniel Pearce (né en 1969), avant de divorcer le 26 janvier 1976.

## Filmographie

### Cinéma
- 1963 : Le Prix d'un homme (This Sporting Life) de Lindsay Anderson
- 1967 : Benefit of the Doubt de Peter Whitehead
- 1967 : Marat/Sade de Peter Brook : Charlotte Corday
- 1968 : Tell Me Lies de Peter Brook : Invité
- 1968 : Negatives de Peter Medak : Vivien
- 1969 : Love (Women in Love) de Ken Russell : Gudrun Brangwen
- 1971 : La Symphonie pathétique (The Music Lovers) de Ken Russell : Nina (Antonina Milyukova)
- 1971 : Un dimanche comme les autres (Sunday Bloody Sunday) de John Schlesinger : Alex Greville
- 1971 : The Boy Friend de Ken Russell : Rita
- 1971 : Marie Stuart, reine d'Écosse (Mary, Queen of Scots) de Charles Jarrott : Élisabeth Ire
- 1972 : The Triple Echo de Michael Apted : Alice
- 1973 : Bequest to the Nation de James Cellan Jones : Lady Hamilton
- 1973 : Une maîtresse dans les bras, une femme sur le dos (A Touch of Class) de Melvin Frank : Vicki Allessio
- 1974 : La Tentation (Il sorriso del grande tentatore) de Damiano Damiani : Sœur Geraldine
- 1975 : Les Bonnes de Christopher Miles : Solange
- 1975 : Une Anglaise romantique (The Romantic Englishwoman) de Joseph Losey : Elizabeth Fielding
- 1975 : Hedda de Trevor Nunn : Hedda Gabler
- 1976 : The Incredible Sarah de Richard Fleischer : Sarah Bernhardt
- 1977 : Drôles de manières (Nasty Habits) de Michael Lindsay-Hogg : Sœur Alexandra
- 1978 : Appelez-moi docteur (House Calls) de Howard Zieff : Ann Atkinson
- 1978 : Stevie de Robert Enders : Stevie Smith
- 1978 : L'École ras-le-bol (The Class of Miss MacMichael) de Silvio Narizzano : Conor MacMichael
- 1979 : L'Amour sur béquilles (Lost and Found) de Melvin Frank : Tricia
- 1980 : Health de Robert Altman: Isabella Garnell
- 1980 : Jeux d'espions (Hopscotch) de Ronald Neame : Isobel von Schonenberg
- 1982 : Le Retour du soldat (The Return of the Soldier) d'Alan Bridges : Margaret Grey
- 1982 : Giro City : Sophie
- 1985 : Turtle Diary de John Irvin : Neaera Duncan
- 1987 : Beyond Therapy de Robert Altman : Charlotte
- 1988 : Salome's Last Dance : Herodias/Lady Alice
- 1989 : Doombeach : Miss
- 1989 : L'Arc-en-ciel : Anna Brangwen
- 1989 : Business as Usual : Babs Flynn
- 1989 : King of the Wind : Queen Caroline
- 1990 : The Real Story of Humpty Dumpty : Glitch the Witch (voix)
- 2021 : Entre les lignes : Jane Fairchild âgée
- 2023 : The Great Escaper (en) d'Oliver Parker : Irene

### Télévision
- 1968 : Let's Murder Vivaldi : Julie
- 1969 : Salve Regina : Marina Palek
- 1970 : Howards End
- 1971 : Elizabeth R : Reine Élisabeth Ire
- 1981 : The Patricia Neal Story : Patricia Neal
- 1984 : Sakharov : Elena Bonner (Sakharova)
- 1988 : Strange Interlude : Nina Leeds
- 1990 : T-Bag's Christmas Ding Dong : Vanity Bag
- 1991 : A Murder of Quality : Ailsa Brimley
- 1991 : The House of Bernarda Alba : Bernarda Alba
- 1992 : The Secret Life of Arnold Bax : Harriet Cohen
- 1994 : A Wave of Passion: The Life of Alexandra Kollontai : Alexandra Kollontaï (voix)

## Distinctions

### Récompenses
- Oscars 1971 : Meilleure actrice pour Love

- BAFA 1972 : Meilleure actrice pour Un dimanche comme les autres
- Festival international du film de Saint-Sébastien 1974 : Meilleure interprétation féminine pour Une maîtresse dans les bras, une femme sur le dos

- Golden Globes 1974 : Meilleure actrice dans un film musical ou une comédie pour Une maîtresse dans les bras, une femme sur le dos

- Oscars 1974 : Meilleure actrice pour Une maîtresse dans les bras, une femme sur le dos

### Nominations
- BAFA 1970 : Meilleure actrice pour Love

- Golden Globes 1971 : Meilleure actrice dans un film dramatique pour Love

- Oscars 1972 : Meilleure actrice pour Un dimanche comme les autres

- BAFA 1974 : Meilleure actrice pour Une maîtresse dans les bras, une femme sur le dos

- Oscars 1976 : Meilleure actrice pour Hedda

- Golden Globes 1976 : Meilleure actrice dans un film dramatique pour Hedda

- Golden Globes 1979 : Meilleure actrice dans un film dramatique pour Stevie